# ФК Линфийлд
„ФК „Линфийлд““ (на английски: Linfield F.C.) е футболен отбор от Белфаст, Северна Ирландия.
Клубът играе домакинските си мачове на стадион „Уиндзър Парк“ в столицата Белфаст, където посреща своите гости и националния тим на Северна Ирландия.
„Линфийлд“ е основан през 1886 и оттогава е спечелил шампионската титла на страната цели 50 пъти. Отборът на Линфийлд е спечелил веднъж и престижния турнир „Сетанта къп“ през 2005. Регламентът на този турнир противопоставя в директни двубои отбори от Република Ирландия и Северна Ирландия. През 2007 във финалния мач за същия турнир, губи от ирландския Дроида Юнайтед.
В европейските клубни турнири най-големият успех за скромния северноирландски отбор датира от 1967, когато „Линфийлд“ достига четвъртфинал за КЕШ. Жребият противопоставя на „Линфийлд“ българския ЦСКА. Първият мач на „Уиндзър Парк“ завършва при равен резултат 2:2. Мачът реванш на стадион „Българска армия“ е спечелен от българския шампион с 1:0. Голът отбелелязва Димитър Якимов.
Отново в квалификационните мачове за Шампионска лига през сезон 1993/1994, „Линфийлд“ е пред прага на сензацията, след като в първия кръг побеждава с общ резултат Динамо (Тбилиси). Във втория предварителен кръг северноирландците побеждават с категоричния резултат 3:0 датския Копенхаген, но в ответния мач губят нещастно с 0:4, което не им позволява да срещнат в третия предварителен кръг италианския първенец Милан.

## Успехи
Национални
- ИФА Премиършип
  -  Шампион (56) (рекорд): 1890/91, 1891/92, 1892/93, 1894/95, 1897/98, 1901/02, 1903/04, 1906/07, 1907/08, 1908/09, 1910/11, 1913/14, 1921/22, 1922/23, 1929/30, 1931/32, 1933/34, 1934/35, 1948/49, 1949/50, 1953/54, 1954/55, 1955/56, 1958/59, 1960/61, 1961/62, 1965/66, 1968/69, 1970/71, 1974/75, 1977/78, 1978/79, 1979/80, 1981/82, 1982/83, 1983/84, 1984/85, 1985/86, 1986/87, 1988/89, 1992/93, 1993/94, 1999/00, 2000/01, 2003/04, 2005/06, 2006/07, 2007/08, 2009/10, 2010/11, 2011/12, 2016/17, 2018/19, 2019/20, 2020/21
  -  Вицешампион (25): 1893/94, 1898/99, 1899/90, 1902/03, 1927/28, 1928/29, 1930/31, 1947/48, 1950/51, 1952/53, 1956/57, 1962/63, 1966/67, 1967/68, 1980/81, 1987/88, 1997/98, 1998/99, 2004/05, 2008/09, 2013/14, 2014/15, 2015/16, 2022/23, 2023/24
  -  Бронзов медалист (17): 1895/96, 1896/97, 1904/05, 1905/06, 1909/10, 1912/13, 1914/15, 1916/17, 1920/21, 1923/24, 1932/33, 1935/36, 1936/37, 1976/77, 1991/92, 2001/02, 2012/13
- Купа на Северна Ирландия
  -  Носител (44) (рекорд): 1890/91, 1891/92, 1892/93, 1894/95, 1897/98, 1898/99, 1901/02, 1903/04, 1911/12, 1912/13, 1914/15, 1915/16, 1918/19, 1921/22, 1922/23, 1929/30, 1930/31, 1933/34, 1935/36, 1938/39, 1941/42, 1944/45, 1945/46, 1947/48, 1949/50, 1952/53, 1959/60, 1961/62, 1962/63, 1969/70, 1977/78, 1979/80, 1981/82, 1993/94, 1994/95, 2001/02, 2005/06, 2006/07, 2007/08, 2009/10, 2010/11, 2011/12, 2016/17, 2020/21
  -  Финалист (22): 1893/94, 1913/14, 1917/18, 1925/26, 1931/32, 1936/37, 1940/41, 1943/44, 1957/58, 1960/61, 1965/66, 1967/68, 1972/73, 1974/75, 1975/76, 1976/77, 1982/83, 1984/85, 1991/92, 2000/01, 2015/16, 2023/24
- Купа на лигата
  -  Носител (12) (рекорд): 1986/87, 1991/92, 1993/94, 1997/98, 1998/99, 1999/2000, 2001/02, 2005/06, 2007/08, 2018/19, 2022/23, 2023/24
  -  Финалист (3): 1988/89, 2002/03, 2004/05
- Суперкупа на Северна Ирландия
  -  Носител (4): 1993, 1994, 2000, 2017

- Купа Флуудлит
  -  Носител (2): 1993/94, 1997/98
- Трофей Топ четири
  -  Носител (2): 1966/67, 1967/68
- Североизточна купа
  -  Носител (1): 1961/62
- Златна купа на Северна Ирландия
  -  Носител (33) (рекорд): 1915 – 1916, 1920 – 1921, 1921 – 1922, 1923 – 1924, 1926 – 1927, 1927 – 1928, 1928 – 1929, 1930 – 1931, 1935 – 1936, 1936 – 1937, 1942 – 1943, 1946 – 1947, 1948 – 1949, 1949 – 1950, 1950 – 1951, 1955 – 1956, 1957 – 1958, 1959 – 1960, 1961 – 1962, 1963 – 1964, 1965 – 1966, 1967 – 1968, 1968 – 1969, 1970 – 1971, 1971 – 1972, 1979 – 1980, 1981 – 1982, 1983 – 1984, 1984 – 1985, 1987 – 1988, 1988 – 1989, 1989 – 1990, 1996 – 1997
- Купа Алхамбра
  -  Носител (1): 1921/22

Регионални
- Белфаст и Областна лига
  -  Шампион (2): 1915 – 1916, 1917 – 1918
- Северна регинална лига
  -  Шампион (3): 1942 – 1943, 1944 – 1945, 1945 – 1946
- Суперкупа на Белфаст
  -  Носител (23) (рекорд): 1890 – 1891, 1891 – 1892, 1892 – 1893, 1893 – 1894, 1894 – 1895, 1898 – 1899, 1902 – 1903, 1904 – 1905, 1912 – 1913, 1913 – 1914, 1914 – 1915, 1916 – 1917, 1917 – 1918, 1918 – 1919, 1921 – 1922, 1926 – 1927, 1927 – 1928, 1929 – 1930, 1932 – 1933, 1933 – 1934, 1934 – 1935, 1935 – 1936, 1937 – 1938
- Трофей на графство Антрим
  -  Носител (43) (рекорд): 1898 – 1899, 1903 – 1904, 1905 – 1906, 1906 – 1907, 1907 – 1908, 1912 – 1913, 1913 – 1914, 1916 – 1917, 1921 – 1922, 1922 – 1923, 1927 – 1928, 1928 – 1929, 1929 – 1930, 1931 – 1932, 1932 – 1933, 1933 – 1934, 1934 – 1935, 1937 – 1938, 1941 – 1942, 1946 – 1947, 1948 – 1949, 1952 – 1953, 1954 – 1955, 1957 – 1958, 1958 – 1959, 1960 – 1961, 1961 – 1962, 1962 – 1963, 1965 – 1966, 1966 – 1967, 1972 – 1973, 1976 – 1977, 1980 – 1981, 1981 – 1982, 1982 – 1983, 1983 – 1984, 1994 – 1995, 1997 – 1998, 2000 – 2001, 2003 – 2004, 2004 – 2005, 2005 – 2006, 2013 – 2014
- Градска купа
  -  Носител (22): 1894 – 1895, 1897 – 1898, 1899 – 1900, 1900 – 1901, 1902 – 1903, 1903 – 1904, 1907 – 1908, 1909 – 1910, 1919 – 1920, 1921 – 1922, 1926 – 1927, 1928 – 1929, 1935 – 1936, 1937 – 1938, 1949 – 1950, 1951 – 1952, 1957 – 1958, 1958 – 1959, 1961 – 1962, 1963 – 1964, 1967 – 1968, 1973 – 1974
- Купа на Ълстър
  -  Носител (15) (рекорд): 1948 – 1949, 1955 – 1956, 1956 – 1957, 1959 – 1960, 1961 – 1962, 1964 – 1965, 1967 – 1968, 1970 – 1971, 1971 – 1972, 1974 – 1975, 1977 – 1978, 1978 – 1979, 1979 – 1980, 1984 – 1985, 1992 – 1993

Международни
- Blaxnit Cup
  -  Носител (1): 1970 – 1971
- Купа Тайлър
  -  Носител (1): 1980 – 1981
- Сетанта спортс къп
  -  Носител (1): 2005
  -  Финалист (1): 2007